# REC/レック2
『REC/レック2』（原題：REC 2）は、2009年のスペイン映画。2007年の『REC/レック』の続編である。前作と同じくフェイク・ドキュメンタリーの手法が使われている。第22回東京国際映画祭と第66回ヴェネツィア国際映画祭に出品された。
3作目となる『REC/レック3 ジェネシス』は2012年公開。
『REC/レック2』の正式な続編となる『REC/レック4 ワールドエンド』は2015年公開。

## ストーリー
前作のエンディング直後、謎の病原菌によって汚染され、完全隔離されたアパートへ警察の特殊部隊と医師が突入する。
そして、アパートの中で病原菌の正体は悪魔の呪いであるという驚愕の真実を知ることとなる。

## キャスト
- オーウェン博士 - ジョナタン・メジョール（世古陽丸）
- チーフ - オスカル・サンチェス・サフラ（斉藤次郎）
- ララ - アリエル・カサス（根本泰彦）
- マルトス - アレハンドロ・カサセカ（間宮康弘）
- ロッソ - パブロ・ロッソ（坂詰貴之）
- アンヘラ・ヴィダル（英語版） - マヌエラ・ベラスコ（本田貴子）
- ジェニフェルの父親 - ペップ・モリナ（岐部公好）
- ミレ - アンドレア・ロス（亀岡真美）
- オリ - アレックス・バトジョリ（高橋研二）
- ティト - パウ・ボチョ（下和田裕貴）
- 消防士 - ジュリー・ファブレガス（星野貴紀）
- ジェニフェル - クラウディア・シルヴァ（菊地ゆうみ）
- 警視 - カルロス・オララ（秋元羊介）
- トリスターナ・メデイロス（英語版） - ハビエル・ボテット（クレジットなし）
- その他の声の吹き替え：塩谷綾子

## スタッフ
- 監督・脚本：ジャウマ・バラゲロ、パコ・プラサ
- ライン・プロデューサー：テレサ・ヘファエル
- 衣装：グロリア・ビゲル
- キャスティング：クリスティナ・カンポス

## シリーズ作品
- REC/レック [•REC]   （2007年） - 第1作
- REC/レック2 [•REC]² （2009年） - 第2作
- REC/レック3 ジェネシス [•REC]³: Génesis  （2012年） - 第3作
- REC/レック4 ワールドエンド [•REC]⁴: Apocalipsis （2014年） - 第4作